# 迪奥和瓦尔基耶尔
迪奥和瓦尔基耶尔（法語：Dio-et-Valquières，法語發音：[djo e valkjɛʁ]）是法国埃罗省的一个市镇，属于洛代沃区。

## 地理
迪奥和瓦尔基耶尔（43°40'2"N, 3°14'0"E）面积18.77 平方千米，位于法国奧克西塔尼大區埃罗省，该省份为法国南部沿海省份，南濒地中海，西南接奥德省，西北接塔恩省和阿韦龙省，东北与加尔省接壤。
与迪奥和瓦尔基耶尔接壤的市镇（或旧市镇、城区）包括：布勒纳斯、卡尔朗卡和勒瓦、吕纳斯、奥克通、奥尔布河畔拉图尔。

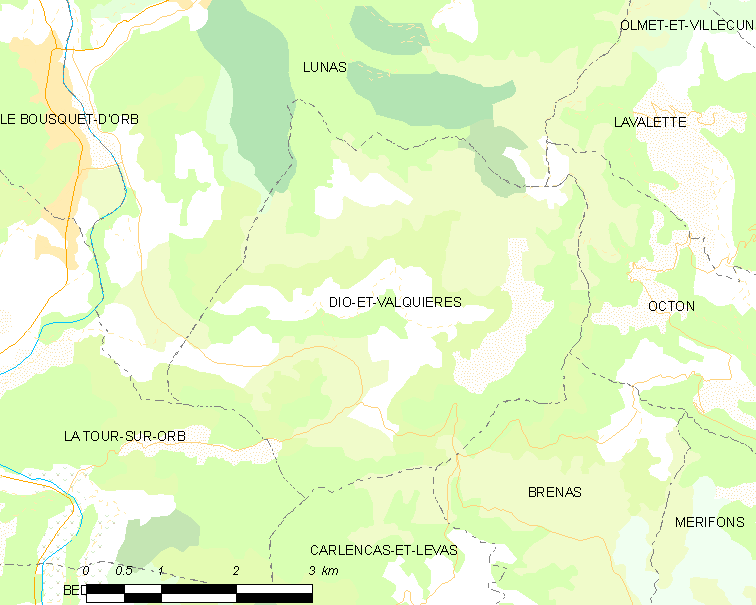
迪奥和瓦尔基耶尔的OSM定位图

迪奥和瓦尔基耶尔的时区为UTC+01:00、UTC+02:00（夏令时）。

## 行政
迪奥和瓦尔基耶尔的邮政编码为34650，INSEE市镇编码为34093。

## 政治
迪奥和瓦尔基耶尔所属的省级选区为克莱蒙莱罗县。

## 人口

1962-2008年间迪奥和瓦尔基耶尔人口变化图示

迪奥和瓦尔基耶尔于2022年1月1日时的人口数量为150人。